# 너클즈 디 에키드나
너클즈 디 에키드나는 소닉 더 헤지호그 시리즈에서 나오는 가상의 인물이다. 그는 의인화된 가시두더지로, 소닉 더 헤지호그 3에서 처음으로 등장하였다.

## 성우
- 안정현 (1996 OVA)
- 홍범기 (2008-현재)

## 작중 설정
너클즈는 마스터 에메랄드의 수호자로 엔젤 아일랜드에 거주하고 있다. 마스터 에메랄드를 노리는 자들을 막으려 항상 애쓰나 그 과정에서 마스터 에메랄드가 깨지는 경우가 많아 너클즈는 그럴 때마다 계속 마스터 에메랄드의 조각을 모으고 있다.

## 능력
소닉 캐릭터 중에도 힘이 아주 세며, 이를 이용하여 소닉 더 헤지호그 3에서는 기존 스피드와 점프력은 소닉보다 떨어지지만 벽을 뚫어 소닉과는 다른 길로 진행이 가능하다.
점프 중 몸을 뻗어 활공이 가능하며, 소닉과 동일하게 스핀 대시가 가능했지만 소닉 어드벤처부터는 삭제되었다.
그 외에도 마스터 에메랄드를 이용하여 변신하는 '하이퍼 너클즈'라는 변신형태가 있었지만 이 설정이 삭제되었기에 나오지 않는다.  

## 성격
평소에는 냉정하나, 상당히 순진하고 화가 나면 머리가 잘 돌아가지 않는다. 작중에서 너클즈가 닥터 에그맨에게 속아 소닉을 공격하는 모습을 많이 볼 수 있다.

## 같이 보기
- 소닉 더 헤지혹의 등장인물 목록